# Цыбань, Пётр Федотович

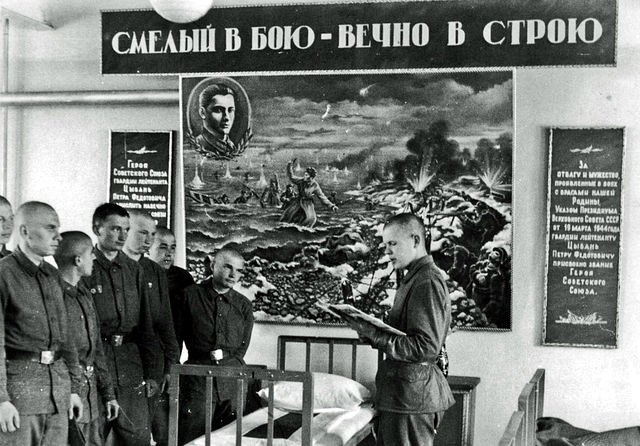
Койка Петра Цыбаня в 120-м гв. мсп 39-й гв. мсд. ГСВГ, Ордруф. 1970

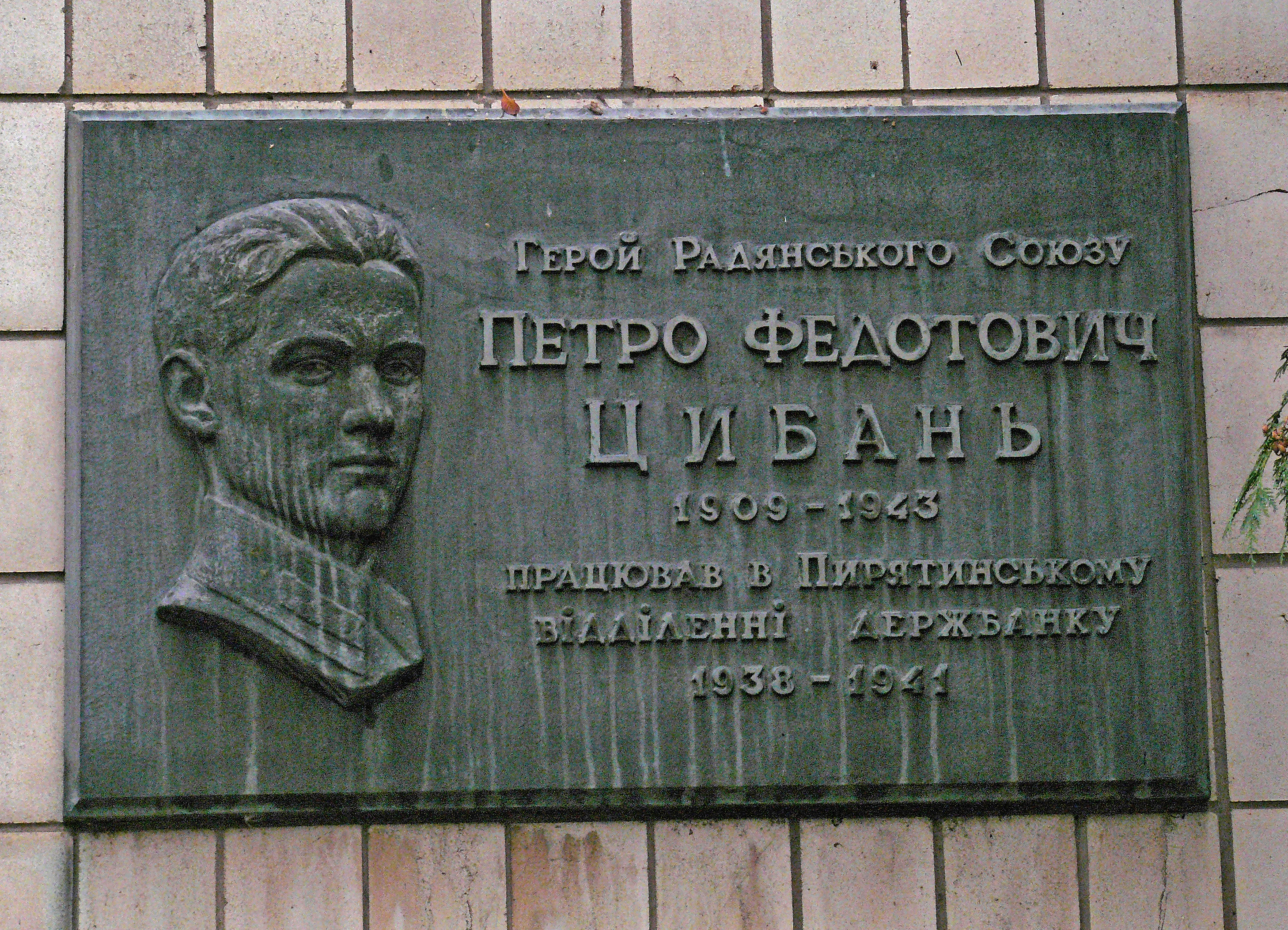
Памятная доска в городе Пирятин

Цыбань Пётр Федотович (5 октября 1909, Вечорки, Полтавская губерния — 22 ноября 1943, Авдотьевка, Днепропетровская область) — гвардии лейтенант, командир взвода связи 120-го гвардейского стрелкового полка 39-й гвардейской Барвенковской стрелковой дивизии 8-й гвардейской армии 3-го Украинского фронта, Герой Советского Союза (1944).

## Биография
Родился 5 октября 1909 года в селе Вечорки Сасиновской волости Пирятинского уезда Полтавской губернии Российской империи (ныне — Пирятинский район Полтавской области Украины) в крестьянской семье. Украинец.
Окончил бухгалтерские курсы. В 1938—1941 годах работал бухгалтером в отделении Госбанка в городе Пирятин. Имел двух сыновей.

### Служба в армии
В армии с 1941 года. В 1942 году окончил Куйбышевское военное училище связи. По окончании училища — командир взвода связи 120-го гвардейского стрелкового полка (39-я гвардейская стрелковая дивизия, 8-я гвардейская армия, 3-й Украинский фронт). Член ВКП(б) с 1943 года.
Гвардии лейтенант Цыбань в ходе форсирования Днепра в ночь на 24 октября 1943 года южнее города Днепропетровск и боя на плацдарме обеспечил устойчивую связь со штабом дивизии, участвовал в отражении многочисленных контратак противника.
Указом Президиума Верховного Совета СССР от 19 марта 1944 года за образцовое выполнение боевых заданий командования на фронте борьбы с немецко-фашистским захватчиками и проявленные при этом мужество и героизм гвардии лейтенанту Цыбаню Петру Федотовичу присвоено высшее звание СССР Героя Советского Союза.
Погиб в бою 22 ноября 1943 года. Похоронен в селе Авдотьевка Софиевского района Днепропетровской области УССР.

## Награды
- Герой Советского Союза (19 марта 1944 года):
  - орден Ленина;
  - медаль «Золотая Звезда»;
- медаль «За отвагу»[1];
- медаль «За отвагу»[2];
- медаль «За оборону Сталинграда» (указ Президиума Верховного Совета СССР от 22 декабря 1942 года).

## Память
- Приказом Министра обороны СССР Пётр Цыбань навечно зачислен в списки роты связи 120-го гвардейского мотострелкового Познанского Краснознамённого орденов Кутузова и Александра Невского полка 39-й гвардейской мотострелковой Барвенковской ордена Ленина дважды Краснознамённой орденов Суворова и Богдана Хмельницкого дивизии.
- В городе Пирятин его именем названа улица и установлена мемориальная доска.
- В 1985 году в СССР был выпущен почтовый конверт с портретом Петра Цыбаня.
- Имя на памятном знаке уроженцам Пирятина и Пирятинского района — Героям Советского Союза, установленном в 1995 году в Пирятине.